# 第20回競輪祭
第20回競輪祭（だい20かい けいりんさい）は、1978年に小倉競輪場で行われた。

## 決勝戦
- 全日本競輪王戦　11月27日（月）

| 着順 | 車番 | 選手       | 登録地 |
| ---- | ---- | ---------- | ------ |
| 1    | 7    | 中野浩一   | 福岡県 |
| 2    | 5    | 福山治樹   | 福岡県 |
| 3    | 1    | 矢村正     | 熊本県 |
| 4    | 3    | 渡辺孝夫   | 大阪府 |
| 5    | 4    | 松村信定   | 高知県 |
| 6    | 9    | 緒方浩一   | 熊本県 |
| 7    | 8    | 久保千代志 | 愛知県 |
| 8    | 6    | 阿部利美   | 宮城県 |
| 9    | 2    | 高橋健二   | 愛知県 |

- 配当 
  - 連勝単式 5－4　440円

### レース概要
高橋健二ー久保千代志が鐘前から誘導員を交わして先制。高橋は「僕が抑えれば中野君は5番手」と読んでいたが、味方の渡辺孝夫が「まだ早い」と踏み遅れて、中野は3番手。バックから強烈なまくりを放った中野は初めて特別競輪制覇を果たした。
なお、11月20日（月）に決勝戦が行われた、全日本新人王戦は、吉井秀仁（千葉県）が優勝した。